# Stev Theloke
Stev Theloke (Chemnitz, 18 gennaio 1978) è un ex nuotatore tedesco.
Specializzato nel dorso ha vinto due medaglie di bronzo alle olimpiadi di Sydney 2000, nei 100 m dorso e nella staffetta 4x100 m misti.

## Palmarès
- Olimpiadi

Sydney 2000: bronzo nei 100m dorso e nella 4x100m misti.
- Mondiali

Perth 1998: bronzo nei 100m dorso.
- Europei

Istanbul 1999: oro nei 50m dorso e nei 100m dorso e argento nella 4x100m misti.
Helsinki 2000: oro nei 50m dorso.
Berlino 2002: oro nei 100m dorso, argento nei 50m dorso e bronzo nella 4x100m misti.
Madrid 2004: oro nei 50m dorso e bronzo nei 100m dorso.
- Europei in vasca corta

Rostock 1996: oro nella 4x50m misti, argento nei 100m dorso, bronzo nei 50m dorso e nei 200m dorso.
Sheffield 1998: oro nei 100m dorso e argento nei 50m dorso.
Anversa 2001: oro nei 50m dorso e nella 4x50m misti e argento nei 100m dorso.
Riesa 2002: oro nella 4x50m misti, argento nei 50m dorso e nei 100m dorso.
- Vincitore della Coppa del Mondo di dorso nel 1996, nel 1998 e nel 1999